# Europamästerskapen i beachvolley 2022
Europamästerskapen i beachvolley 2022 var det årets upplaga av beachvolley-EM. Tävlingarna pågick mellan 15 och 21 augusti 2022 i München, Tyskland, som en del av Europeiska idrottsmästerskapen 2022. I tävlingarna deltog 32 lag på både dam- och herrsidan. Anastasija Kravčenoka och Tīna Graudiņa från Lettland vann damtävlingen, medan David Åhman och Jonatan Hellvig från Sverige vann herrtävlingen. Åhman och Hellvigs guld var den första seniortiteln för ett svenskt lag på Europa- eller världsnivå.

## Medaljer

### Medalfördelning
*   Värdland ( Tyskland)
| Nr                  | Nation              | Guld | Silver | Brons | Totalt |
| ------------------- | ------------------- | ---- | ------ | ----- | ------ |
| 1                   | Lettland            | 1    | 0      | 0     | 1      |
| 1                   | Sverige             | 1    | 0      | 0     | 1      |
| 3                   | Schweiz             | 0    | 1      | 0     | 1      |
| 3                   | Tjeckien            | 0    | 1      | 0     | 1      |
| 5                   | Nederländerna       | 0    | 0      | 1     | 1      |
| 5                   | Norge               | 0    | 0      | 1     | 1      |
| Totalt (6 nationer) | Totalt (6 nationer) | 2    | 2      | 2     | 6      |

### Medaljsammanfattning
| Event              | Guld                                         | Silver                                  | Brons                                 |
| Damer Detaljer...  | Lettland Anastasija Kravčenoka Tīna Graudiņa | Schweiz Tanja Hüberli Nina Brunner      | Nederländerna Katja Stam Raïsa Schoon |
| Herrar Detaljer... | Sverige David Åhman Jonatan Hellvig          | Tjeckien Ondřej Perušič David Schweiner | Norge Anders Mol Christian Sørum      |

## Damer

### Gruppspel

#### Grupp A
| Pos | Lag                    | M | V | F | P | SV | SF | SK    | BV  | BF | BK    | Kvalificering  |
| --- | ---------------------- | - | - | - | - | -- | -- | ----- | --- | -- | ----- | -------------- |
| 1   | Álvarez–Moreno (ESP)   | 2 | 2 | 0 | 4 | 4  | 2  | 2,000 | 106 | 98 | 1,082 | Åttondelsfinal |
| 2   | Müller–Tillmann (GER)  | 2 | 1 | 1 | 3 | 3  | 2  | 1,500 | 89  | 84 | 1,060 | 24-delsfinal   |
| 3   | Ahtiainen–Prihti (FIN) | 2 | 1 | 1 | 3 | 3  | 2  | 1,500 | 93  | 84 | 1,107 | 24-delsfinal   |
| 4   | Vieira–Chamereau (FRA) | 2 | 0 | 2 | 2 | 0  | 4  | 0,000 | 62  | 84 | 0,738 |                |

| Datum  | Tid   |                  | Resultat |                  | Set 1 | Set 2  | Set 3 | Totalt | Rapport |
| ------ | ----- | ---------------- | -------- | ---------------- | ----- | ------ | ----- | ------ | ------- |
| 15 Aug | 17:15 | Müller–Tillmann  | 2–0      | Vieira–Chamereau | 21–14 | 21 –15 |       | 42–29  |         |
| 15 Aug | 18:30 | Ahtiainen–Prihti | 1–2      | Álvarez–Moreno   | 21–15 | 17–21  | 13–15 | 51–51  |         |
| 17 Aug | 10:30 | Vieira–Chamereau | 0–2      | Ahtiainen–Prihti | 18–21 | 15–21  |       | 33–42  |         |
| 17 Aug | 11:00 | Müller–Tillmann  | 1–2      | Álvarez–Moreno   | 14–21 | 21–19  | 12–14 | 47–55  |         |

#### Grupp B
| Pos | Lag                               | M | V | F | P | SV | SF | SK    | BV  | BF  | BK    | Kvalificering  |
| --- | --------------------------------- | - | - | - | - | -- | -- | ----- | --- | --- | ----- | -------------- |
| 1   | Bentele–Vergé-Dépré (SUI)         | 2 | 2 | 0 | 4 | 4  | 1  | 4,000 | 101 | 74  | 1,365 | Åttondelsfinal |
| 2   | Schützenhofer–Plesiutschnig (AUT) | 2 | 1 | 1 | 3 | 2  | 3  | 0,667 | 81  | 87  | 0,931 | 24-delsfinal   |
| 3   | Machno–Machno (UKR)               | 2 | 1 | 1 | 3 | 3  | 2  | 1,500 | 95  | 101 | 0,941 | 24-delsfinal   |
| 4   | Piersma–van Driel (NED)           | 2 | 0 | 2 | 2 | 1  | 4  | 0,250 | 87  | 102 | 0,853 |                |

| Datum  | Tid   |                             | Resultat |                             | Set 1 | Set 2 | Set 3 | Totalt | Rapport |
| ------ | ----- | --------------------------- | -------- | --------------------------- | ----- | ----- | ----- | ------ | ------- |
| 16 Aug | 12:30 | Schützenhofer–Plesiutschnig | 2–1      | Piersma–van Driel           | 21–10 | 19–21 | 16–14 | 59–49  |         |
| 16 Aug | 13:30 | Bentele–Vergé-Dépré         | 2–1      | Machno–Machno               | 23–25 | 21–13 | 15–11 | 56–45  |         |
| 17 Aug | 16:00 | Bentele–Vergé-Dépré         | 2–0      | Schützenhofer–Plesiutschnig | 21–14 | 21–11 |       | 42–25  |         |
| 17 Aug | 16:00 | Machno–Machno               | 2–0      | Piersma–van Driel           | 21–19 | 25–23 |       | 46–42  |         |

#### Grupp C
| Pos | Lag                       | M | V | F | P | SV | SF | SK    | BV | BF | BK    | Kvalificering  |
| --- | ------------------------- | - | - | - | - | -- | -- | ----- | -- | -- | ----- | -------------- |
| 1   | Kravčenoka–Graudiņa (LAT) | 2 | 2 | 0 | 4 | 4  | 0  | MAX   | 84 | 58 | 1,448 | Åttondelsfinal |
| 2   | Lahti–Parkkinen (FIN)     | 2 | 1 | 1 | 3 | 2  | 3  | 0,667 | 86 | 99 | 0,869 | 24-delsfinal   |
| 3   | Windeleff–Bisgaard (DEN)  | 2 | 1 | 1 | 3 | 2  | 2  | 1,000 | 70 | 74 | 0,946 | 24-delsfinal   |
| 4   | Placette–Richard (FRA)    | 2 | 0 | 2 | 2 | 1  | 4  | 0,250 | 89 | 98 | 0,908 |                |

| Datum  | Tid   |                     | Resultat |                    | Set 1 | Set 2 | Set 3 | Totalt | Rapport |
| ------ | ----- | ------------------- | -------- | ------------------ | ----- | ----- | ----- | ------ | ------- |
| 16 Aug | 11:30 | Kravčenoka–Graudiņa | 2–0      | Windeleff–Bisgaard | 21–16 | 21–12 |       | 42–28  |         |
| 16 Aug | 11:30 | Placette–Richard    | 1–2      | Lahti–Parkkinen    | 19–21 | 21–16 | 17–19 | 57–56  |         |
| 17 Aug | 12:30 | Kravčenoka–Graudiņa | 2–0      | Lahti–Parkkinen    | 21–16 | 21–14 |       | 42–30  |         |
| 17 Aug | 14:00 | Windeleff–Bisgaard  | 2–0      | Placette–Richard   | 21–15 | 21–17 |       | 42–32  |         |

#### Grupp D
| Pos | Lag                        | M | V | F | P | SV | SF | SK    | BV | BF  | BK    | Kvalificering  |
| --- | -------------------------- | - | - | - | - | -- | -- | ----- | -- | --- | ----- | -------------- |
| 1   | Hüberli–Brunner (SUI)      | 2 | 2 | 0 | 4 | 4  | 0  | MAX   | 84 | 57  | 1,474 | Åttondelsfinal |
| 2   | Soria–González (ESP)       | 2 | 1 | 1 | 3 | 2  | 3  | 0,667 | 84 | 91  | 0,923 | 24-delsfinal   |
| 3   | Walkenhorst–Lippmann (GER) | 2 | 1 | 1 | 3 | 2  | 3  | 0,667 | 81 | 90  | 0,900 | 24-delsfinal   |
| 4   | Erika–Paulikienė (LTU)     | 2 | 0 | 2 | 2 | 2  | 4  | 0,500 | 97 | 108 | 0,898 |                |

| Datum  | Tid   |                      | Resultat |                      | Set 1 | Set 2 | Set 3 | Totalt | Rapport |
| ------ | ----- | -------------------- | -------- | -------------------- | ----- | ----- | ----- | ------ | ------- |
| 16 Aug | 13:30 | Erika–Paulikienė     | 1–2      | Soria–González       | 21–19 | 18–21 | 10–15 | 49–55  |         |
| 16 Aug | 14:00 | Hüberli–Brunner      | 2–0      | Walkenhorst–Lippmann | 21–19 | 21–9  |       | 42–28  |         |
| 17 Aug | 10:00 | Walkenhorst–Lippmann | 2–1      | Erika–Paulikienė     | 21–15 | 17–21 | 15–12 | 53–48  |         |
| 17 Aug | 10:30 | Hüberli–Brunner      | 2–0      | Soria–González       | 21–14 | 21–15 |       | 42–29  |         |

#### Grupp E
| Pos | Lag                              | M | V | F | P | SV | SF | SK    | BV | BF  | BK    | Kvalificering  |
| --- | -------------------------------- | - | - | - | - | -- | -- | ----- | -- | --- | ----- | -------------- |
| 1   | Stam–Schoon (NED)                | 2 | 2 | 0 | 4 | 4  | 1  | 4,000 | 96 | 76  | 1,263 | Åttondelsfinal |
| 2   | Böbner–Vergé-Depré (SUI)         | 2 | 1 | 1 | 3 | 2  | 2  | 1,000 | 76 | 67  | 1,134 | 24-delsfinal   |
| 3   | Dumbauskaitė–Grudzinskaitė (LTU) | 2 | 1 | 1 | 3 | 3  | 3  | 1,000 | 98 | 108 | 0,907 | 24-delsfinal   |
| 4   | Davidova–Lunina (UKR)            | 2 | 0 | 2 | 2 | 1  | 4  | 0,250 | 79 | 98  | 0,806 |                |

| Datum  | Tid   |                            | Resultat |                            | Set 1 | Set 2 | Set 3 | Totalt | Rapport |
| ------ | ----- | -------------------------- | -------- | -------------------------- | ----- | ----- | ----- | ------ | ------- |
| 16 Aug | 10:00 | Böbner–Vergé-Depré         | 2–0      | Davidova–Lunina            | 21–14 | 21–11 |       | 42–25  |         |
| 16 Aug | 10:30 | Stam–Schoon                | 2–1      | Dumbauskaitė–Grudzinskaitė | 21–11 | 18–21 | 15–10 | 54–42  |         |
| 17 Aug | 10:30 | Stam–Schoon                | 2–0      | Böbner–Vergé-Depré         | 21–17 | 21–17 |       | 42–34  |         |
| 17 Aug | 11:30 | Dumbauskaitė–Grudzinskaitė | 2–1      | Davidova–Lunina            | 19–21 | 22–20 | 15–13 | 56–54  |         |

#### Grupp F
| Pos | Lag                         | M | V | F | P | SV | SF | SK    | BV  | BF  | BK    | Kvalificering  |
| --- | --------------------------- | - | - | - | - | -- | -- | ----- | --- | --- | ----- | -------------- |
| 1   | Borger–Sude (GER)           | 2 | 2 | 0 | 4 | 4  | 0  | MAX   | 84  | 65  | 1,292 | Åttondelsfinal |
| 2   | Breidenbach–Orsi Toth (ITA) | 2 | 1 | 1 | 3 | 3  | 3  | 1,000 | 104 | 107 | 0,972 | 24-delsfinal   |
| 3   | Menegatti–Gottardi (ITA)    | 2 | 1 | 1 | 3 | 2  | 3  | 0,667 | 91  | 87  | 1,046 | 24-delsfinal   |
| 4   | Bajeva–Lazarenko (UKR)      | 2 | 0 | 2 | 2 | 1  | 4  | 0,250 | 81  | 101 | 0,802 |                |

| Datum  | Tid   |                    | Resultat |                       | Set 1 | Set 2 | Set 3 | Totalt | Rapport |
| ------ | ----- | ------------------ | -------- | --------------------- | ----- | ----- | ----- | ------ | ------- |
| 16 Aug | 11:00 | Borger–Sude        | 2–0      | Chmil–Lazarenko       | 21–13 | 21–14 |       | 42–27  |         |
| 16 Aug | 12:30 | Menegatti–Gottardi | 2–1      | Breidenbach–Orsi Toth | 17–21 | 21–12 | 15–12 | 53–45  |         |
| 17 Aug | 15:00 | Borger–Sude        | 2–0      | Menegatti–Gottardi    | 21–19 | 21–19 |       | 42–38  |         |
| 17 Aug | 15:00 | Baieva–Lazarenko   | 1–2      | Breidenbach–Orsi Toth | 16–21 | 21–19 | 17–19 | 54–59  |         |

#### Grupp G
| Pos | Lag                     | M | V | F | P | SV | SF | SK    | BV  | BF  | BK    | Kvalificering  |
| --- | ----------------------- | - | - | - | - | -- | -- | ----- | --- | --- | ----- | -------------- |
| 1   | Laboureur–Schulz (GER)  | 2 | 2 | 0 | 4 | 4  | 1  | 4,000 | 114 | 93  | 1,226 | Åttondelsfinal |
| 2   | Kotnik–Lovšin (SLO)     | 2 | 2 | 0 | 4 | 3  | 2  | 1,500 | 112 | 108 | 1,037 | 24-delsfinal   |
| 3   | Scampoli–Bianchin (ITA) | 2 | 1 | 1 | 3 | 2  | 3  | 0,667 | 87  | 95  | 0,916 | 24-delsfinal   |
| 4   | Klinger–Klinger (AUT)   | 2 | 0 | 2 | 2 | 1  | 4  | 0,250 | 76  | 93  | 0,817 |                |

| Datum  | Tid   |                   | Resultat |                   | Set 1 | Set 2 | Set 3 | Totalt | Rapport |
| ------ | ----- | ----------------- | -------- | ----------------- | ----- | ----- | ----- | ------ | ------- |
| 15 Aug | 20:00 | Laboureur–Schulz  | 2–0      | Klinger–Klinger   | 21–10 | 21–13 |       | 42–23  |         |
| 15 Aug | 21:00 | Scampoli–Bianchin | 0–2      | Kotnik–Lovšin     | 18–21 | 18–21 |       | 36–42  |         |
| 17 Aug | 15:00 | Laboureur–Schulz  | 2–1      | Kotnik–Lovšin     | 19–21 | 23–21 | 30–28 | 72–70  |         |
| 17 Aug | 15:00 | Klinger–Klinger   | 1–2      | Scampoli–Bianchin | 21–15 | 19–21 | 13–15 | 53–51  |         |

#### Grupp H
| Pos | Lag                       | M | V | F | P | SV | SF | SK    | BV  | BF  | BK    | Kvalificering  |
| --- | ------------------------- | - | - | - | - | -- | -- | ----- | --- | --- | ----- | -------------- |
| 1   | Ittlinger–Schneider (GER) | 2 | 2 | 0 | 4 | 4  | 1  | 4,000 | 98  | 85  | 1,153 | Åttondelsfinal |
| 2   | Kociołek–Łodej (POL)      | 2 | 1 | 1 | 3 | 3  | 3  | 1,000 | 103 | 108 | 0,954 | 24-delsfinal   |
| 3   | Carro–Lobato (ESP)        | 2 | 1 | 1 | 3 | 3  | 2  | 1,500 | 95  | 84  | 1,131 | 24-delsfinal   |
| 4   | van Driel–Ypma (NED)      | 2 | 0 | 2 | 2 | 0  | 4  | 0,000 | 65  | 85  | 0,765 |                |

| Datum  | Tid   |                     | Resultat |                | Set 1 | Set 2 | Set 3 | Totalt | Rapport |
| ------ | ----- | ------------------- | -------- | -------------- | ----- | ----- | ----- | ------ | ------- |
| 16 Aug | 10:30 | Carro–Lobato        | 1–2      | Kociołek–Łodej | 17–21 | 21–15 | 15–17 | 53–53  |         |
| 16 Aug | 12:00 | Ittlinger–Schneider | 2–0      | van Driel–Ypma | 21–15 | 22–20 |       | 43–35  |         |
| 17 Aug | 16:00 | Ittlinger–Schneider | 2–1      | Kociołek–Łodej | 19–21 | 21–16 | 15–13 | 55–50  |         |
| 17 Aug | 16:00 | van Driel–Ypma      | 0–2      | Carro–Lobato   | 12–21 | 19–21 |       | 31–42  |         |

### Cupspel

#### 24-delsfinal
| Datum  | Tid   |                             | Resultat |                            | Set 1 | Set 2 | Set 3 | Totalt | Rapport |
| ------ | ----- | --------------------------- | -------- | -------------------------- | ----- | ----- | ----- | ------ | ------- |
| 18 Aug | 11:30 | Soria–González              | 2–1      | Carro–Lobato               | 21–16 | 15–21 | 15–11 | 51–48  |         |
| 18 Aug | 10:30 | Kotnik–Lovšin               | 0–2      | Machno–Machno              | 12–21 | 17–21 |       | 29–42  |         |
| 18 Aug | 10:00 | Müller–Tillmann             | 1–2      | Scampoli–Bianchin          | 21–12 | 19–21 | 15–17 | 55–50  |         |
| 18 Aug | 10:30 | Kociołek–Łodej              | 2–0      | Ahtiainen–Prihti           | 21–15 | 21–19 |       | 42–34  |         |
| 18 Aug | 11:30 | Schützenhofer–Plesiutschnig | 0–2      | Windeleff–Bisgaard         | 14–21 | 20–22 |       | 34–43  |         |
| 18 Aug | 11:00 | Böbner–Vergé-Depré          | 2–0      | Walkenhorst–Lippmann       | 21–19 | 22–20 |       | 43–39  |         |
| 18 Aug | 11:30 | Menegatti–Gottardi          | 2–0      | Dumbauskaitė–Grudzinskaitė | 21–15 | 21–19 |       | 42–34  |         |
| 18 Aug | 10:30 | Lahti–Parkkinen             | 0–2      | Breidenbach–Orsi Toth      | 18–21 | 25–27 |       | 43–48  |         |

#### Åttondelsfinal
| Datum  | Tid   |                     | Resultat |                       | Set 1 | Set 2 | Set 3 | Totalt | Rapport |
| ------ | ----- | ------------------- | -------- | --------------------- | ----- | ----- | ----- | ------ | ------- |
| 18 Aug | 18:00 | Borger–Sude         | 2–1      | Scampoli–Bianchin     | 18–21 | 21–14 | 15–8  | 54–43  | Report  |
| 18 Aug | 18:00 | Kravčenoka–Graudiņa | 2–0      | Kociołek–Łodej        | 21–12 | 21–18 |       | 42–30  | Report  |
| 18 Aug | 18:00 | Álvarez–Moreno      | 2–1      | Breidenbach–Orsi Toth | 16–21 | 21–19 | 15–11 | 52–41  | Report  |
| 18 Aug | 19:00 | Bentele–Vergé-Dépré | 2–0      | Soria–González        | 21–18 | 21–14 |       | 42–32  | Report  |
| 18 Aug | 19:00 | Stam–Schoon         | 2–1      | Machno–Machno         | 21–15 | 19–21 | 15–9  | 55–45  | Report  |
| 18 Aug | 19:00 | Laboureur–Schulz    | 2–1      | Böbner–Vergé-Depré    | 18–21 | 21–13 | 15–9  | 54–43  | Report  |
| 18 Aug | 20:00 | Ittlinger–Schneider | 1–2      | Menegatti–Gottardi    | 21–16 | 16–21 | 12–15 | 49–52  | Report  |
| 18 Aug | 21:00 | Hüberli–Brunner     | 2–0      | Windeleff–Bisgaard    | 21–15 | 21–16 |       | 42–31  | Report  |

#### Kvartsfinaler
| Datum  | Tid   |                     | Resultat |                     | Set 1 | Set 2 | Set 3 | Totalt | Rapport |
| ------ | ----- | ------------------- | -------- | ------------------- | ----- | ----- | ----- | ------ | ------- |
| 19 Aug | 10:00 | Borger–Sude         | 0–2      | Kravčenoka–Graudiņa | 18–21 | 18–21 |       | 36–42  | Report  |
| 19 Aug | 11:00 | Bentele–Vergé-Dépré | 1–2      | Stam–Schoon         | 20–22 | 21–19 | 11–15 | 52–56  | Report  |
| 19 Aug | 12:15 | Menegatti–Gottardi  | 0–2      | Álvarez–Moreno      | 18–21 | 18–21 |       | 36–42  | Report  |
| 19 Aug | 13:15 | Hüberli–Brunner     | 2–0      | Laboureur–Schulz    | 21–12 | 21–15 |       | 42–27  | Report  |

#### Semifinaler
| Datum  | Tid   |                 | Resultat |                     | Set 1 | Set 2 | Set 3 | Totalt | Rapport |
| ------ | ----- | --------------- | -------- | ------------------- | ----- | ----- | ----- | ------ | ------- |
| 19 Aug | 17:45 | Stam–Schoon     | 0–2      | Kravčenoka–Graudiņa | 13–21 | 19–21 |       | 32–42  | Report  |
| 19 Aug | 19:00 | Hüberli–Brunner | 2–0      | Álvarez–Moreno      | 21–14 | 21–17 |       | 42–31  | Report  |

#### Match om tredjepris
| Datum  | Tid   |             | Resultat |                | Set 1 | Set 2 | Set 3 | Totalt | Rapport |
| ------ | ----- | ----------- | -------- | -------------- | ----- | ----- | ----- | ------ | ------- |
| 20 Aug | 17:00 | Stam–Schoon | 2–1      | Álvarez–Moreno | 19–21 | 24–22 | 15–11 | 58–54  | Report  |

#### Final
| Datum  | Tid   |                     | Resultat |                 | Set 1 | Set 2 | Set 3 | Totalt | Rapport |
| ------ | ----- | ------------------- | -------- | --------------- | ----- | ----- | ----- | ------ | ------- |
| 20 Aug | 18:30 | Kravčenoka–Graudiņa | 2–1      | Hüberli–Brunner | 18–21 | 21–15 | 15–11 | 54–47  | Report  |

## Herrar

### Gruppspel

#### Grupp A
| Pos | Lag                 | M | V | F | P | SV | SF | SK    | BV | BF | BK    | Kvalificering  |
| --- | ------------------- | - | - | - | - | -- | -- | ----- | -- | -- | ----- | -------------- |
| 1   | Mol–Sørum (NOR)     | 2 | 2 | 0 | 4 | 4  | 0  | MAX   | 85 | 72 | 1,181 | Åttondelsfinal |
| 2   | Berntsen–Mol (NOR)  | 2 | 1 | 1 | 3 | 2  | 2  | 1,000 | 79 | 72 | 1,097 | 24-delsfinal   |
| 3   | Åhman–Hellvig (SWE) | 2 | 1 | 1 | 3 | 2  | 2  | 1,000 | 78 | 80 | 0,975 | 24-delsfinal   |
| 4   | Elazar–Ohana (ISR)  | 2 | 0 | 2 | 2 | 0  | 4  | 0,000 | 66 | 84 | 0,786 |                |

| Datum  | Tid   |               | Resultat |               | Set 1 | Set 2 | Set 3 | Totalt | Rapport |
| ------ | ----- | ------------- | -------- | ------------- | ----- | ----- | ----- | ------ | ------- |
| 16 Aug | 16:00 | Åhman–Hellvig | 2–0      | Berntsen–Mol  | 21–18 | 21–19 |       | 42–37  | Report  |
| 16 Aug | 17:00 | Mol–Sørum     | 2–0      | Elazar–Ohana  | 21–19 | 21–17 |       | 42–36  | Report  |
| 17 Aug | 17:00 | Elazar–Ohana  | 0–2      | Berntsen–Mol  | 12–21 | 18–21 |       | 30–42  | Report  |
| 17 Aug | 18:00 | Mol–Sørum     | 2–0      | Åhman–Hellvig | 22–20 | 21–16 |       | 43–36  | Report  |

#### Grupp B
| Pos | Lag                       | M | V | F | P | SV | SF | SK    | BV  | BF  | BK    | Kvalificering  |
| --- | ------------------------- | - | - | - | - | -- | -- | ----- | --- | --- | ----- | -------------- |
| 1   | Brouwer–Meeuwsen (NED)    | 2 | 2 | 0 | 4 | 4  | 0  | MAX   | 84  | 54  | 1,556 | Åttondelsfinal |
| 2   | Kantor–Rudol (POL)        | 2 | 1 | 1 | 3 | 2  | 3  | 0,667 | 88  | 100 | 0,880 | 24-delsfinal   |
| 3   | Samoilovs–Šmēdiņš (LAT)   | 2 | 1 | 1 | 3 | 3  | 2  | 1,500 | 100 | 93  | 1,075 | 24-delsfinal   |
| 4   | Pfretzschner–Huster (GER) | 2 | 0 | 2 | 2 | 0  | 4  | 0,000 | 59  | 84  | 0,702 |                |

| Datum  | Tid   |                     | Resultat |                     | Set 1 | Set 2 | Set 3 | Totalt | Rapport |
| ------ | ----- | ------------------- | -------- | ------------------- | ----- | ----- | ----- | ------ | ------- |
| 16 Aug | 17:00 | Kantor–Rudol        | 2–1      | Samoilovs–Šmēdiņš   | 21–23 | 25–23 | 15–12 | 61–58  |         |
| 16 Aug | 18:00 | Brouwer–Meeuwsen    | 2–0      | Pfretzschner–Huster | 21–14 | 21–13 |       | 42–27  |         |
| 17 Aug | 17:00 | Brouwer–Meeuwsen    | 2–0      | Kantor–Rudol        | 21–17 | 21–10 |       | 42–27  |         |
| 17 Aug | 17:00 | Pfretzschner–Huster | 0–2      | Samoilovs–Šmēdiņš   | 15–21 | 17–21 |       | 33–42  |         |

#### Grupp C
| Pos | Lag                              | M | V | F | P | SV | SF | SK    | BV | BF | BK    | Kvalificering  |
| --- | -------------------------------- | - | - | - | - | -- | -- | ----- | -- | -- | ----- | -------------- |
| 1   | Nicolai–Cottafava (ITA)          | 2 | 2 | 0 | 4 | 4  | 0  | MAX   | 84 | 64 | 1,313 | Åttondelsfinal |
| 2   | van Werkhoven–van de Velde (NED) | 2 | 1 | 1 | 3 | 2  | 2  | 1,000 | 78 | 78 | 1,000 | 24-delsfinal   |
| 3   | Luini–Penninga (NED)             | 2 | 1 | 1 | 3 | 2  | 2  | 1,000 | 78 | 75 | 1,040 | 24-delsfinal   |
| 4   | Sepka–Semerád (CZE)              | 2 | 0 | 2 | 2 | 0  | 4  | 0,000 | 61 | 84 | 0,726 |                |

| Datum  | Tid   |                            | Resultat |                            | Set 1 | Set 2 | Set 3 | Totalt | Rapport |
| ------ | ----- | -------------------------- | -------- | -------------------------- | ----- | ----- | ----- | ------ | ------- |
| 16 Aug | 14:00 | Nicolai–Cottafava          | 2–0      | Sepka–Semerád              | 21–15 | 21–16 |       | 42–31  |         |
| 16 Aug | 14:00 | van Werkhoven–van de Velde | 2–0      | Luini–Penninga             | 21–14 | 24–22 |       | 45–36  |         |
| 17 Aug | 11:30 | Nicolai–Cottafava          | 2–0      | van Werkhoven–van de Velde | 21–15 | 21–18 |       | 42–33  |         |
| 17 Aug | 13:00 | Sepka–Semerád              | 0–2      | Luini–Penninga             | 14–21 | 16–21 |       | 30–42  |         |

#### Grupp D
| Pos | Lag                     | M | V | F | P | SV | SF | SK    | BV  | BF  | BK    | Kvalificering  |
| --- | ----------------------- | - | - | - | - | -- | -- | ----- | --- | --- | ----- | -------------- |
| 1   | Perušič–Schweiner (CZE) | 2 | 2 | 0 | 4 | 4  | 2  | 2,000 | 113 | 99  | 1,141 | Åttondelsfinal |
| 2   | Krou–Gauthier-Rat (FRA) | 2 | 1 | 1 | 3 | 3  | 2  | 1,500 | 87  | 92  | 0,946 | 24-delsfinal   |
| 3   | Sowa–Pfretzschner (GER) | 2 | 1 | 1 | 3 | 3  | 3  | 1,000 | 113 | 115 | 0,983 | 24-delsfinal   |
| 4   | Ermacora–Pristauz (AUT) | 2 | 0 | 2 | 2 | 1  | 4  | 0,250 | 94  | 101 | 0,931 |                |

| Datum  | Tid   |                   | Resultat |                   | Set 1 | Set 2 | Set 3 | Totalt | Rapport |
| ------ | ----- | ----------------- | -------- | ----------------- | ----- | ----- | ----- | ------ | ------- |
| 16 Aug | 18:00 | Ermacora–Pristauz | 0–2      | Krou–Gauthier-Rat | 19–21 | 18–21 |       | 37–42  |         |
| 16 Aug | 19:00 | Perušič–Schweiner | 2–1      | Sowa–Pfretzschner | 26–24 | 17–21 | 15–9  | 58–54  |         |
| 17 Aug | 18:00 | Perušič–Schweiner | 2–1      | Krou–Gauthier-Rat | 19–21 | 21–14 | 15–10 | 55–45  |         |
| 17 Aug | 19:00 | Sowa–Pfretzschner | 2–1      | Ermacora–Pristauz | 19–21 | 25–23 | 15–13 | 59–57  |         |

#### Grupp E
| Pos | Lag                   | M | V | F | P | SV | SF | SK    | BV  | BF | BK    | Kvalificering  |
| --- | --------------------- | - | - | - | - | -- | -- | ----- | --- | -- | ----- | -------------- |
| 1   | Krattiger–Breer (SUI) | 2 | 2 | 0 | 4 | 4  | 0  | MAX   | 90  | 72 | 1,250 | Åttondelsfinal |
| 2   | Nõlvak–Tiisaar (EST)  | 2 | 1 | 1 | 3 | 2  | 2  | 1,000 | 85  | 82 | 1,037 | 24-delsfinal   |
| 3   | Lupo–Ranghieri (ITA)  | 2 | 1 | 1 | 3 | 2  | 3  | 0,667 | 284 | 90 | 3,156 | 24-delsfinal   |
| 4   | Nurminen–Sirén (FIN)  | 2 | 0 | 2 | 2 | 1  | 4  | 0,250 | 82  | 97 | 0,845 |                |

| Datum  | Tid   |                | Resultat |                 | Set 1 | Set 2 | Set 3 | Totalt | Rapport |
| ------ | ----- | -------------- | -------- | --------------- | ----- | ----- | ----- | ------ | ------- |
| 16 Aug | 18:00 | Lupo–Ranghieri | 0–2      | Krattiger–Breer | 13–21 | 16–21 |       | 29–42  |         |
| 16 Aug | 20:00 | Nõlvak–Tiisaar | 2–0      | Nurminen–Sirén  | 21–19 | 21–15 |       | 42–34  |         |
| 17 Aug | 18:00 | Nurminen–Sirén | 1–2      | Lupo–Ranghieri  | 19–21 | 21–19 | 8–15  | 48–55  |         |
| 17 Aug | 20:00 | Nõlvak–Tiisaar | 0–2      | Krattiger–Breer | 18–21 | 25–27 |       | 43–48  |         |

#### Grupp F
| Pos | Lag                   | M | V | F | P | SV | SF | SK    | BV  | BF  | BK    | Kvalificering  |
| --- | --------------------- | - | - | - | - | -- | -- | ----- | --- | --- | ----- | -------------- |
| 1   | Hörl–Horst (AUT)      | 2 | 2 | 0 | 4 | 4  | 2  | 2,000 | 109 | 101 | 1,079 | Åttondelsfinal |
| 2   | Ehlers–Wickler (GER)  | 2 | 1 | 1 | 3 | 3  | 3  | 1,000 | 110 | 105 | 1,048 | 24-delsfinal   |
| 3   | Immers–Boermans (NED) | 2 | 1 | 1 | 3 | 3  | 2  | 1,500 | 92  | 90  | 1,022 | 24-delsfinal   |
| 4   | Abell–Brinck (DEN)    | 2 | 0 | 2 | 2 | 1  | 4  | 0,250 | 86  | 101 | 0,851 |                |

| Datum  | Tid   |                 | Resultat |                 | Set 1 | Set 2 | Set 3 | Totalt | Rapport |
| ------ | ----- | --------------- | -------- | --------------- | ----- | ----- | ----- | ------ | ------- |
| 16 Aug | 14:00 | Immers–Boermans | 1–2      | Hörl–Horst      | 19–21 | 23–21 | 8–15  | 50–57  |         |
| 16 Aug | 15:00 | Ehlers–Wickler  | 2–1      | Abell–Brinck    | 18–21 | 21–14 | 20–18 | 59–53  |         |
| 17 Aug | 11:30 | Abell–Brinck    | 0–2      | Immers–Boermans | 18–21 | 15–21 |       | 33–42  |         |
| 17 Aug | 12:00 | Ehlers–Wickler  | 1–2      | Hörl–Horst      | 16–21 | 21–15 | 14–16 | 51–52  |         |

#### Grupp G
| Pos | Lag                    | M | V | F | P | SV | SF | SK    | BV  | BF  | BK    | Kvalificering  |
| --- | ---------------------- | - | - | - | - | -- | -- | ----- | --- | --- | ----- | -------------- |
| 1   | Carambula–Rossi (ITA)  | 2 | 2 | 0 | 4 | 4  | 1  | 4,000 | 99  | 86  | 1,151 | Åttondelsfinal |
| 2   | Seidl–Waller (AUT)     | 2 | 1 | 1 | 3 | 3  | 3  | 1,000 | 104 | 107 | 0,972 | 24-delsfinal   |
| 3   | Métral–Haussener (SUI) | 2 | 1 | 1 | 3 | 3  | 2  | 1,500 | 95  | 86  | 1,105 | 24-delsfinal   |
| 4   | Benzi–Bonifazi (ITA)   | 2 | 0 | 2 | 2 | 0  | 4  | 0,000 | 68  | 87  | 0,782 |                |

| Datum  | Tid   |                 | Resultat |                  | Set 1 | Set 2 | Set 3 | Totalt | Rapport |
| ------ | ----- | --------------- | -------- | ---------------- | ----- | ----- | ----- | ------ | ------- |
| 16 Aug | 16:00 | Carambula–Rossi | 2–0      | Benzi–Bonifazi   | 21–14 | 24–22 |       | 45–36  |         |
| 16 Aug | 17:00 | Seidl–Waller    | 2–1      | Métral–Haussener | 21–18 | 17–21 | 16–14 | 54–53  |         |
| 17 Aug | 13:00 | Carambula–Rossi | 2–1      | Seidl–Waller     | 21–17 | 18–21 | 15–12 | 54–50  |         |
| 17 Aug | 13:00 | Benzi–Bonifazi  | 0–2      | Métral–Haussener | 16–21 | 16–21 |       | 32–42  |         |

#### Grupp H
| Pos | Lag                  | M | V | F | P | SV | SF | SK    | BV | BF | BK    | Kvalificering  |
| --- | -------------------- | - | - | - | - | -- | -- | ----- | -- | -- | ----- | -------------- |
| 1   | Bryl–Łosiak (POL)    | 2 | 2 | 0 | 4 | 4  | 0  | MAX   | 90 | 72 | 1,250 | Åttondelsfinal |
| 2   | Herrera–Gavira (ESP) | 2 | 1 | 1 | 3 | 2  | 2  | 1,000 | 91 | 88 | 1,034 | 24-delsfinal   |
| 3   | Huber–Dressler (AUT) | 2 | 1 | 1 | 3 | 2  | 3  | 0,667 | 89 | 99 | 0,899 | 24-delsfinal   |
| 4   | Winter–Henning (GER) | 2 | 0 | 2 | 2 | 1  | 4  | 0,250 | 80 | 91 | 0,879 |                |

| Datum  | Tid   |                | Resultat |                | Set 1 | Set 2 | Set 3 | Totalt | Rapport |
| ------ | ----- | -------------- | -------- | -------------- | ----- | ----- | ----- | ------ | ------- |
| 16 Aug | 15:00 | Bryl–Łosiak    | 2–0      | Winter–Henning | 21–14 | 21–15 |       | 42–29  |         |
| 16 Aug | 15:00 | Herrera–Gavira | 2–0      | Huber–Dressler | 21–15 | 27–25 |       | 48–40  |         |
| 17 Aug | 11:00 | Winter–Henning | 1–2      | Huber–Dressler | 21–13 | 18–21 | 12–15 | 51–49  |         |
| 17 Aug | 11:30 | Bryl–Łosiak    | 2–0      | Herrera–Gavira | 27–25 | 25–18 |       | 48–43  |         |

### Cupspel

#### 24-delsfinal
| Datum  | Tid   |                                  | Resultat |                         | Set 1 | Set 2 | Set 3 | Totalt | Rapport |
| ------ | ----- | -------------------------------- | -------- | ----------------------- | ----- | ----- | ----- | ------ | ------- |
| 18 Aug | 11:00 | Herrera–Gavira (ESP)             | 2–1      | Immers–Boermans (NED)   | 21–16 | 20–22 | 15–11 | 56–49  | Report  |
| 18 Aug | 12:00 | Seidl–Waller (AUT)               | 2–1      | Luini–Penninga (NED)    | 24–26 | 21–15 | 15–10 | 60–51  | Report  |
| 18 Aug | 12:00 | Kantor–Rudol (POL)               | 2–1      | Berntsen–H. Mol (NOR)   | 21–15 | 19–21 | 15–12 | 55–48  | Report  |
| 18 Aug | 13:00 | van Werkhoven–van de Velde (NED) | 2–0      | Lupo–Ranghieri (ITA)    | 21–12 | 23–21 |       | 44–33  | Report  |
| 18 Aug | 14:00 | Ehlers–Wickler (GER)             | 2–1      | Huber–Dressler (AUT)    | 21–17 | 19–21 | 15–12 | 55–50  | Report  |
| 18 Aug | 14:00 | Krou–Gauthier-Rat (FRA)          | 0–2      | Samoilovs–Šmēdiņš (LAT) | 18–21 | 18–21 |       | 36–42  | Report  |
| 18 Aug | 15:00 | Nõlvak–Tiisaar (EST)             | 2–0      | Sowa–Pfretzschner (GER) | 21–14 | 21–17 |       | 42–31  | Report  |
| 18 Aug | 15:00 | Åhman–Hellvig (SWE)              | 2–1      | Métral–Haussener (SUI)  | 18–21 | 21–15 | 15–10 | 54–46  | Report  |

#### Åttondelsfinal
| Datum  | Tid   |                         | Resultat |                                  | Set 1 | Set 2 | Set 3 | Totalt | Rapport |
| ------ | ----- | ----------------------- | -------- | -------------------------------- | ----- | ----- | ----- | ------ | ------- |
| 19 Aug | 10:00 | Perušič–Schweiner (CZE) | 2–1      | Kantor–Rudol (POL)               | 21–18 | 21–23 | 15–12 | 57–53  | Report  |
| 19 Aug | 11:00 | Hörl–Horst (AUT)        | 2–1      | Nõlvak–Tiisaar (EST)             | 18–21 | 21–18 | 15–8  | 54–47  | Report  |
| 19 Aug | 12:00 | Nicolai–Cottafava (ITA) | 1–2      | Åhman–Hellvig (SWE)              | 21–15 | 8–21  | 9–15  | 38–51  | Report  |
| 19 Aug | 13:30 | Carambula–Rossi (ITA)   | 1–2      | Herrera–Gavira (ESP)             | 14–21 | 24–22 | 11–15 | 49–58  | Report  |
| 19 Aug | 14:00 | Krattiger–Breer (SUI)   | 0–2      | Ehlers–Wickler (GER)             | 15–21 | 30–32 |       | 45–53  | Report  |
| 19 Aug | 14:30 | Brouwer–Meeuwsen (NED)  | 1–2      | Seidl–Waller (AUT)               | 16–21 | 21–10 | 10–15 | 47–46  | Report  |
| 19 Aug | 15:00 | A. Mol–Sørum (NOR)      | 2–0      | Samoilovs–Šmēdiņš (LAT)          | 21–16 | 21–16 |       | 42–32  | Report  |
| 18 Aug | 15:30 | Bryl–Łosiak (POL)       | 2–0      | van Werkhoven–van de Velde (NED) | 21–9  | 23–21 |       | 44–30  | Report  |

#### Kvartsfinaler
| Datum  | Tid   |                      | Resultat |                         | Set 1 | Set 2 | Set 3 | Totalt | Rapport |
| ------ | ----- | -------------------- | -------- | ----------------------- | ----- | ----- | ----- | ------ | ------- |
| 20 Aug | 10:15 | Hörl–Horst (AUT)     | 0–2      | Perušič–Schweiner (CZE) | 17–21 | 19–21 |       | 36–42  | Report  |
| 20 Aug | 11:30 | Åhman–Hellvig (SWE)  | 2–1      | Herrera–Gavira (ESP)    | 21–16 | 31–33 | 15–11 | 67–60  | Report  |
| 20 Aug | 12:45 | Seidl–Waller (AUT)   | 1–2      | Bryl–Łosiak (POL)       | 21–16 | 20–22 | 11–15 | 52–53  | Report  |
| 20 Aug | 14:00 | Ehlers–Wickler (GER) | 0–2      | A. Mol–Sørum (NOR)      | 15–21 | 14–21 |       | 29–42  | Report  |

#### Semifinaler
| Datum  | Tid   |                     | Resultat |                         | Set 1 | Set 2 | Set 3 | Totalt | Rapport |
| ------ | ----- | ------------------- | -------- | ----------------------- | ----- | ----- | ----- | ------ | ------- |
| 21 Aug | 10:00 | Bryl–Łosiak (POL)   | 0–2      | Perušič–Schweiner (CZE) | 15–21 | 11–21 |       | 26–42  | Report  |
| 21 Aug | 11:30 | Åhman–Hellvig (SWE) | 2-1      | A. Mol–Sørum (NOR)      | 21-16 | 21-23 | 15-13 | 57-52  | Report  |

#### Match om tredjepris
| Datum  | Tid   |                   | Resultat |                    | Set 1 | Set 2 | Set 3 | Totalt | Rapport |
| ------ | ----- | ----------------- | -------- | ------------------ | ----- | ----- | ----- | ------ | ------- |
| 21 Aug | 16:00 | Bryl–Łosiak (POL) | 0–2      | A. Mol–Sørum (NOR) | 16–21 | 17–21 |       | 33–43  | Report  |

#### Final
| Datum  | Tid   |                         | Resultat |                     | Set 1 | Set 2 | Set 3 | Totalt | Rapport |
| ------ | ----- | ----------------------- | -------- | ------------------- | ----- | ----- | ----- | ------ | ------- |
| 21 Aug | 17:30 | Perušič–Schweiner (CZE) | 0–2      | Åhman–Hellvig (SWE) | 16–21 | 15–21 |       | 31–42  | Report  |